# Helmut Wahlen
Helmut Wahlen (* 17. Januar 1964) ist ein ehemaliger deutscher Fußballspieler.
Als Schüler besuchte er unter anderem die Erich Kästner Realschule Hermeskeil. Der 1,84 m große Torwart absolvierte in der Saison 1986/87 drei Spiele für den FSV Salmrohr in der 2. Fußball-Bundesliga. Wahlen hatte in der Vorsaison mit Salmrohr den Aufstieg aus der Oberliga geschafft und war zunächst Ersatztorhüter hinter seinem Bruder Alfred. Nach zehn Spieltagen wurde Wahlen für drei Spiele zur Nummer eins, bevor Trainer Robert Jung den neuverpflichteten ehemaligen Nationaltorhüter Wolfgang Kleff einsetzte.
Später spielte Helmut Wahlen in der Oberliga Südwest für den SV Prüm. Dort sorgte er 1996 noch einmal für Aufsehen, als ihm im Spiel bei RWO Alzey ein Tor per Abschlag gelang. 1997/98 spielte er wieder für den FSV Salmrohr, der inzwischen in der Regionalliga West/Südwest antrat. In jener Saison stand er 18-mal im Tor der Salmtaler. 1998 verließ er den Verein wieder und ging zum Ligakonkurrenten FC Homburg, für den er ein Regionalligaspiel absolvierte.